# Campeonato Gaúcho de Futebol Sub-17 - Série A2
O Campeonato Gaúcho de Futebol Sub-17 - Série A2 é um campeonato de futebol amador realizado pela Federação Gaúcha de Futebol. O campeonato começou a ser disputado em 2023, após a instituição do Ranking de Clubes da Categorias de Base pela FGF . A competição garante ao campeão e ao vice a participação no Campeonato Gaúcho de Futebol Sub-17 - Série A1 do ano seguinte. 

## Campeões
Notas:

OBS.^  O Campeonato foi interrompido antes da partida de volta da final entre Inter de Santa Maria e Lajeado, devido aos eventos climáticos que atingiram o Rio Grande do Sul em Setembro de 2023. Os finalistas foram declarados campeões.

## Títulos por equipe
| Clube                              | Campeão | Anos dos Títulos | Vice | Anos dos Vice-Campeonatos |
| ---------------------------------- | ------- | ---------------- | ---- | ------------------------- |
| Inter de Santa Maria (Santa Maria) | 1       | 2023             | 0    |                           |
| Lajeado (Lajeado)                  | 1       | 2023             | 0    |                           |
| Cruzeiro de Santiago (Santiago)    | 1       | 2024             | 0    |                           |
| Esportivo (Bento Gonçalves)        | 0       |                  | 1    | 2024                      |